# Vendetta (альбом Celesty)
«Vendetta» — четвертий студійний альбом фінського павер-метал-гурту Celesty. Реліз відбувся 18 березня 2009 року.

## Список композицій
Автор слів Єре Луоккамакі, автор музики Celesty. 
| Стандартне видання | Стандартне видання                                                                                          | Стандартне видання |
| #                  | Назва | Тривалість         |
| ------------------ | --- | ------------------ |
| 1.                 | «Prelude for Vendetta»                                                                                      | 1:26               |
| 2.                 | «Euphoric Dream»                                                                                            | 5:02               |
| 3.                 | «Greed & Vanity»                                                                                            | 4:16               |
| 4.                 | «Like Warriors»                                                                                             | 4:44               |
| 5.                 | «Autumn Leaves»                                                                                             | 4:06               |
| 6.                 | «Feared by Dawn»                                                                                            | 4:53               |
| 7.                 | «Lord (of This Kingdom)»                                                                                    | 5:00               |
| 8.                 | «New Sin»                                                                                                   | 5:27               |
| 9.                 | «Dark Emotions»                                                                                             | 5:16               |
| 10.                | «Fading Away»                                                                                               | 3:59               |
| 11.                | «Legacy of Hate Pt.3 - "Candlelight" - "Shadow Land" - "Chaos and Destruction" (інструментал) - "Feelings"» | 14:06              |
| 12.                | «Gates of Tomorrow» (Японський бонусний трек)                                                               | 5:16               |
| 58:15              | |                    |

## Учасники запису
- Антті Раіліо — вокал
- Теему Коскела — електрогітара
- Тапані Кангас — ритм-гітара
- Арі Катаямакі — бас-гітара
- Єре Луоккамакі — ударні
- Юха Маенпаа — клавіші
- Філармонічний оркестр Тампере — оркестр
- Суві-Туулі Дітрих — жіночий вокал
- Еліас Віянен (Sonata Arctica) – гітара
- Стефан Лілл (Vanden Plas) – гітара